# Analisador diferencial

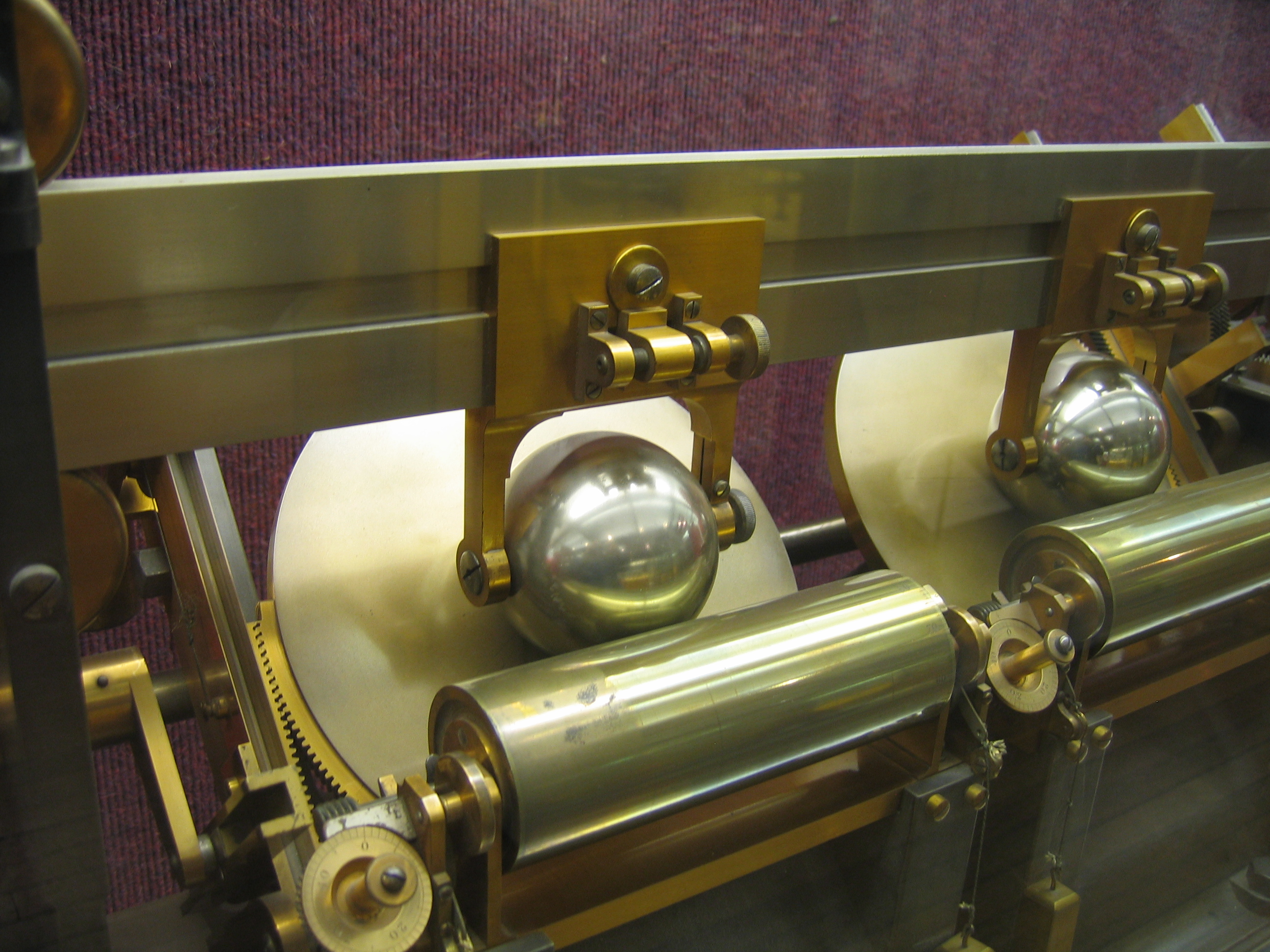
Integrador de bola e disco para estudo de marés

O analisador diferencial é um computador mecânico analógico projetado para resolver equações diferenciais por integração, utilizando mecanismos de roda e disco para realizar a integração. Foi um dos primeiros dispositivos de computação avançados a ser usado operacionalmente. As máquinas originais deste tipo não conseguiam somar, mas depois percebeu-se que se as duas rodas de um diferencial traseiro fossem giradas, o eixo de transmissão calculará a média das rodas esquerda e direita. A adição e a subtração são então obtidas usando uma relação de transmissão simples de 1:2; a relação de transmissão fornece a multiplicação por dois, enquanto a multiplicação da média de dois valores por dois fornece sua soma. A multiplicação é apenas um caso especial de integração, nomeadamente a integração de uma função constante.